# Goethestraße (München)
Die Goethestraße ist eine etwa 1,1 km lange Innerortsstraße im Münchner Stadtteil Ludwigsvorstadt. Sie führt von der Bayerstraße (auf Höhe des Hauptbahnhofes) nach Süden zur Lindwurmstraße.
Der nördliche Abschnitt der Straße zwischen Hauptbahnhof und Pettenkoferstraße ist geprägt von türkischen Geschäften und wird deshalb teils auch liebevoll als „little Istanbul“ bezeichnet. Zwischen Landwehr- und Pettenkoferstraße ändert die Straße ziemlich abrupt ihren Charakter und ist im Grenzbereich zwischen Wiesenviertel und Klinikviertel durch gehobene Wohnbebauung und universitäre klinische Einrichtungen geprägt. Im Südosten liegt das Klinikum der Universität München.
An der Goethestraße 36, 41, 47, 49, 50, 51, 53, 64 und 68 liegen Baudenkmäler, siehe auch: Liste der Baudenkmäler in der Ludwigsvorstadt.

## Geschichte
Die Goethestraße wurde 1865 nach dem Dichter Johann Wolfgang von Goethe benannt.

## Weblinks

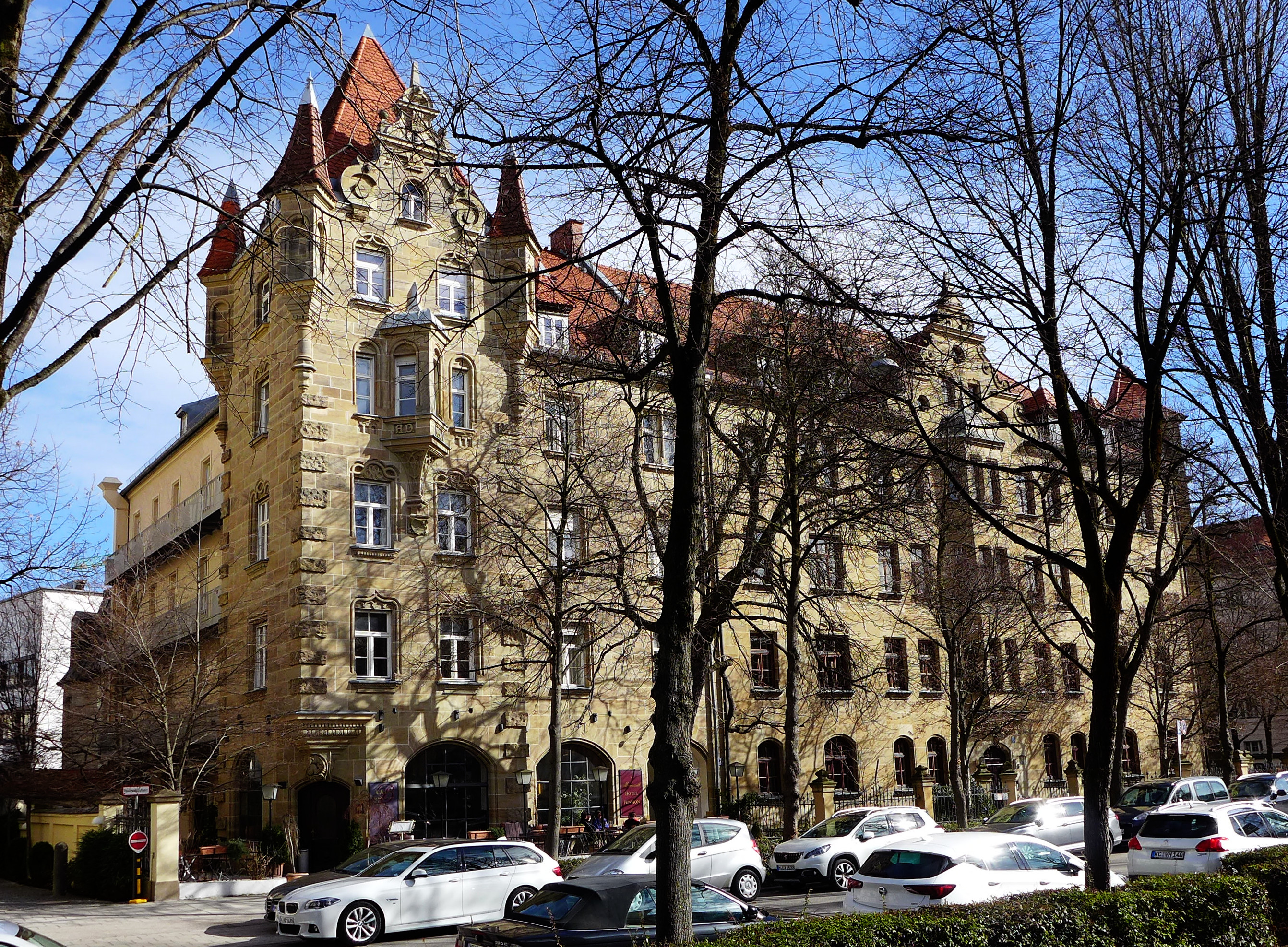
Goethestraße 51